# Leroy Shield
Leroy Shield (* 2. Oktober 1893 in Waseca, Minnesota als LeRoy Bernard Shields; † 9. Januar 1962 in Vero Beach, Florida) war ein US-amerikanischer Komponist für Film und Radio. Bekannt wurde er durch seine Kompositionen für Laurel und Hardy sowie die Kleinen Strolche.

## Leben und Karriere
Leroy Shields wurde in Minnesota als Sohn von Patrick F. Shields und seiner Frau Maude geboren. Er gab sein professionelles Debüt als Konzertpianist bereits im Alter von 12 Jahren. Während des Ersten Weltkrieges war er Bandleader seines Regiments und anschließend begleitete er unter anderem Éva Gauthier auf Tourneen durch Amerika und Kuba. 1922 führte Shield eine Reise nach Europa. Zwischen 1923 und 1931 arbeitete er für Victor Talking Machine Company sowie RCA Victor als Komponist und Dirigent für Radioshows und Schallplatten. 
Durch eine Zusammenarbeit mit der Schauspielerin Thelma Todd kam er Ende der 1920er-Jahre mit den Hal Roach Studios in Kontakt. Dort wurden nach Anbruch der Tonfilmzeit gerade Filmkomponisten gesucht, und Shield wurde eingestellt. Bis zum Jahre 1938 komponierte Shield Musik für über 180 Filme aus den Hal Roach Studios, darunter für die klassischen Komödien von Laurel und Hardy sowie den Kleinen Strolchen. Neben dem anderen Hauskomponisten Marvin Hatley prägte er die Musik für die Filme der Hal Roach Studios.
Shields vielleicht berühmteste Komposition ist Good Old Days, die er ursprünglich für den Kleine-Strolche-Film Teacher’s Pet von 1930 komponierte. Good Old Days wurde danach zur Titel- und Erkennungsmusik der Kleinen Strolche gemacht und kommt in allen ihren späteren Filmen vor. Sein Song Beautiful Lady wurde ebenfalls als Titelmelodie einer Komödienserie mit Thelma Todd und ZaSu Pitts etabliert. Trotz seiner wichtigen Arbeit erhielt er bei den Hal Roach Studios nur bei zwei von den über 180 Filmen eine namentliche Nennung im Filmvorspann. 
Nach einigen Streitereien endete die Zusammenarbeit mit den Hal Roach Studios im Jahre 1938. Zur selben Zeit arbeitete er mit dem Orchester der National Broadcasting Company zusammen und war als Dirigent bei vielen populären Radioshows tätig. Anfang der 1950er-Jahre tourte er mit Arturo Toscanini, 1955 zog sich Shield schließlich in den Ruhestand zurück. Neben seiner Musikarbeit veröffentlichte er ebenfalls Gedichte.
1962 verstarb Leroy Shields im Alter von 68 Jahren an einer Krebserkrankung. Er war verheiratet mit Katherine Williams.

## Filmografie (Auswahl)
- 1930: Pups Is Pups
- 1930: Teacher’s Pet
- 1930: Glückliche Kindheit (Brats)
- 1930: Wohnungsagenten (Another Fine Mess)
- 1931: Alle Hunde lieben Stan (Laughing Gravy)
- 1931: Die Dame auf der Schulter (Chickens Come Home)
- 1931: Die Braut wird geklaut (Our Wife)
- 1931: Retter in der Not (One Good Turn)
- 1932: Gehen vor Anker (Any Old Port!)
- 1932: Der zermürbende Klaviertransport (The Music Box)
- 1932: Die Teufelsbrüder (Pack Up Your Troubles)
- 1932: Dick und Doof adoptieren ein Kind (Their First Mistake)
- 1933: Dick und Doof als Ehemänner (Twice Two)
- 1933: Als Mitgiftjäger (Me and My Pal)
- 1933: Männer im Schornstein (Dirty Work)
- 1933: Am Rande der Kreissäge (Busy Bodies)
- 1934: Dick und Doof auf Freiersfüßen (Oliver the Eighth)
- 1934: Das Geisterschiff (The Live Ghost)
- 1934: Jene fernen Berge (Them Thar Hills)
- 1935: Dick und Doof als Scheidungsgrund (The Fixer Uppers)
- 1936: Die Doppelgänger (Our Relations)
- 1936: On The Wrong Trek